# Província de Lecco
La província de Lecco  és una província que forma part de la regió de Llombardia dins Itàlia. La seva capital és Lecco.
Limita al nord i a l'oest amb la província de Como, a l'est i al nord amb la província de Sondrio, a l'est amb la província de Bèrgam i al sud amb la província de Monza i Brianza.
Té una àrea de 814,58 km², i una població total de 339.384 hab. (2016). Hi ha 88 municipis a la província.